# 天池真佐雄
天池 真佐雄（あまち まさお、1910年9月18日 - 1992年11月22日　本名・中野政雄）は、東京都出身の音楽家、作曲家、ピアニスト。
東京高等音楽学院（現・国立音楽大学）本科卒。その後東京中央放送局（のちのNHK）の専属ピアニストに就任。特に、戦後の『のど自慢素人演芸会』や、音楽ゲーム番組『三つの歌』では出場者の伴奏を展開した。
歌手・タレントの天地総子は実の娘である。

## 著書
- ピアノの弾き方
- ママといっしょ・こどものバイエル（上・下）
- ピアノがうまくなるコツ
- ピアノの上達法
- 歌謡曲これからの唱い方
- あほう随筆